# Ľubomír Moravčík
Ľubomír Moravčík est un footballeur international tchécoslovaque puis slovaque reconverti en entraîneur, puis en agent FIFA, né le 22 juin 1965 à Nitra.
Arrivé à Saint-Étienne à l'été 90 après une Coupe du monde réussie malgré une expulsion en quart de finale de l'épreuve, « Lubo » comme le surnommaient les supporters stéphanois, devient vite la coqueluche de Geoffroy-Guichard grâce à sa technique au-dessus du lot qu'il fit apprécier tout au long de sa carrière stéphanoise.
Sans doute un des joueurs les plus doués à être passé à Saint-Etienne après 1990.
Son caractère volontaire, engagé, mouilleur de maillot l'a fait vite devenir un des chouchous de Geoffoy-Guichard.
Il a passé 6 ans sous le maillot Vert entre 1990 et 1996, a disputé 212 matchs, a marqué 35 buts et reçu 39 cartons dont un rouge.
Malgré sa présence et son amour du maillot, il ne gagna aucun titre avec ce club (seulement une demi-finale de Coupe de France perdue face au Football Club de Nantes) et la lente descente de l'ASSE en bas de la hiérarchie footballistique française en 1996, ne fit que précipiter son départ pour le SC Bastia, malgré de nombreux appels du pied du grand OM de Bernard Tapie.
En 2006 il devient entraîneur des 16 et 17 nationaux de l'équipe de Slovaquie. Auparavant, il fut président du club slovaque de Ružomberok. Entre juillet et décembre 2008, il a entraîné le FC ViOn Zlaté Moravce, club slovaque.

## Biographie

### Plastika Nitra
Dans son enfance, Lubo pratique plusieurs sports collectifs : le football bien sûr, mais aussi le hockey sur glace. Il choisit finalement le ballon rond et signe sa première licence au Plastika Nitra, le club de la petite cité ouvrière d’où il est originaire. Le club est habitué à faire l’ascenseur entre la première et la deuxième division du championnat tchécoslovaque. Lubo, grâce à sa technique sans faille et à sa vision éclairée du jeu, devient rapidement un élément-clé de son équipe. Les plus grands clubs du pays, dont le Sparta Prague, le convoitent, d’autant qu’il fait ses premiers pas en sélection nationale.

### AS Saint-Étienne
L’AS Saint-Étienne avait flairé la bonne affaire avant même que commence le « Mondiale » : en effet, les dirigeants des Verts avaient déjà obtenu la signature du stratège du Plastika Nitra. À l’été 1990, Moravčík débarque donc dans le Forez. Il portera le maillot vert jusqu’en 1996, durant six saisons. Les supporters stéphanois découvrent alors un joueur exceptionnel : Moravčík est non seulement un meneur de jeu doué et inspiré, mais en plus son caractère bien trempé fait de lui un leader naturel du groupe.
Si Moravčík fait très vite l’unanimité à l’ASSE, c’est parce qu’il s’affirme comme le joueur-référence de l’équipe, l’animateur de jeu. C’est dans ce rôle-là qu’il évoluera durant ses six saisons vertes, parfois secondé par un autre milieu offensif (notamment Fabrice Mège puis Gérald Passi). En France, Moravčík suscite assez rapidement l’intérêt de quelques clubs ambitieux : Auxerre est sur les rangs (Guy Roux dit un jour de lui dans France Football qu’il est un "artiste"), mais c’est surtout le Olympique de Marseille de Bernard Tapie, alors en haut de l’affiche, qui multiplie les propositions princières. Moravčík reste fidèle au maillot vert et les supporters foréziens ne lui en sont qu’encore plus reconnaissants. Un jour, sur le mur bordant le terrain d’entraînement, un supporter anonyme tague tout haut ce que beaucoup pensent tout bas : « Lubo on t’aime on t’adore ne pars pas tu es magique ». La réponse de l’enfant de Nitra est donnée sur le terrain : après un but contre le Football Club de Nantes, il court devant la tribune de presse et embrasse l’écusson du club sur son maillot. Il ne partira pas.
Moravčík est attaché à l'ASSE mais aussi à la ville de Saint-Étienne : il s’y sent bien ; son fils Matus et sa fille Roberta sont nés dans la préfecture de la Loire. Malheureusement, les espoirs de construction d’un grand club à Saint-Étienne, dont Moravčík aurait dû être l’un des piliers, sont déçus. Malgré une septième place en championnat en 1993 et une demi-finale de coupe de France perdue contre le Football Club de Nantes la même année, et en dépit des arrivées de joueurs comme Laurent Blanc et Roland Wohlfarth pour renforcer l’équipe, les Verts ne prendront jamais vraiment leur envol. Pire, en 1996, le club (en difficulté financièrement et miné par des conflits internes) est relégué en Championnat de France de football de Division 2. L’heure du départ a sonné pour Moravčík.

### Fin de carrière
Moravčík prend alors la direction de l’Île de Beauté et du SC Bastia. Il portera durant deux saisons les couleurs corses (1996-1998), faisant toujours partie des valeurs sûres du championnat de France. Il y jouera 33 matchs, marqua 8 buts et prenant... 7 cartons jaunes et 1 rouge (preuve de son caractère encore bien trempé).
Il partit rejoindre le championnat allemand direction MSV Duisbourg. Mais ne s'adaptera jamais à la vie en Allemagne, il partit au bout d'à peine 3 mois.
Moravčík signe au Celtic FC en novembre 1998 où il rejoint l’un des entraîneurs qui a beaucoup compté dans sa carrière : le Slovaque Jozef Vengloš. Pour un de ses premiers matchs en vert et blanc le 21 novembre 1998 contre les Rangers Football Club, il signe un doublé lors d'une victoire 5-1. C’est en Écosse, au crépuscule de sa carrière, que Moravčík va rencontrer le très haut niveau : il participe à la Ligue des champions de l'UEFA et se construit un palmarès non négligeable : deux championnats d'Écosse, une coupe d'Écosse et deux coupes de la ligue. Comme dans les clubs où il est passé précédemment, Moravčík saura gagner le respect des fidèles supporters.
En 2002, il signe au JEF United Ichihara où il effectuera 7 matchs avant de prendre sa retraite.

### Équipe nationale
En 1990, Moravčík a 25 ans et il est devenu l’une des valeurs montantes en Tchécoslovaquie. Il en est récompensé par une sélection pour la Coupe du monde, qui se déroule en Italie. Au sein de l’équipe nationale, il évolue aux côtés de joueurs comme Václav Němeček, Luboš Kubík, Tomáš Skuhravý, Ivan Hašek. Pendant ce « Mondiale », Lubo est titulaire à chaque match au poste de milieu offensif gauche. La Tchécoslovaquie ne plie que devant l’Italie (0-2) mais son numéro 11 crève l’écran. Moravčík termine la compétition assez bizarrement puisqu’il se fait expulser contre la RFA pour un geste d’énervement : il a en effet projeté sa chaussure en l’air après avoir glissé et donc raté un centre ! Il joue 42 matchs et marque 6 buts jusqu'à la séparation de la République tchèque et de la Slovaquie.
À la suite de l'indépendance de la Slovaquie, Ľubomír Moravčík est sélectionné 38 fois et marque 6 buts jusqu'à sa retraite internationale en 2000.

## Statistiques
- 119 matchs et 30 buts avec le FC Nitra  Tchécoslovaquie
- 212 matchs et 35 buts avec l'AS Saint-Étienne  France
- 33 matchs et 8 buts avec le SC Bastia  France
- 5 matchs avec le MSV Duisbourg  Allemagne
- 94 matchs et 29 buts avec le Celtic FC  Écosse
- 7 match avec le JEF United Ichihara  Japon
- 42 sélections et 6 buts avec l'équipe de Tchécoslovaquie entre 1987 et 1993
- 38 sélections et 6 buts avec l'équipe de Slovaquie entre 1994 et 2000

## Palmarès
Il remporte son premier titre avec le SC Bastia en soulevant la Coupe Intertoto en 1997.
Parti ensuite au Celtic FC, il est Champion d'Écosse à deux reprises en 2001 et 2002, remporte deux Coupes de la ligue écossaise en 2000 et 2001 et la Coupe d'Écosse en 2001.